# Marioneta
Marioneta dolazi od francuske riječi marionette. Označava lutku s pokretnim udovima kojima se upravlja koncem. Koristi se u kazališnim lutkarskim predstavama. 

## Najčešća upotreba
Pojam marionetske lutke danas pogrdno opisuje ljude koji ne djeluju vlastitom voljom, nego su njima upravljaju drugi ljudi. Tim se pridjevom najviše opisuju kraljevi i vladari u čijim rukama nije bila prava vlast, nego npr. u rukama njihovih supruga, a u današnjici se imenicom marionete opisuju civilne vlasti koje nisu suverene, nego njihovim odlukama i postupcima upravlja krupni kapital, odnosno velike međunarodne korporacije.